# Левенцовка (Решетиловский район)
Левенцовка (укр. Левенцівка) — село,
Плосковский сельский совет,
Решетиловский район,
Полтавская область,
Украина.
Код КОАТУУ — 5324283803. Население по переписи 2001 года составляло 87 человек.
Найдена на трехверстовке Полтавской области. Военно-топографическая карта.1869 года как Левенцева

## Географическое положение
Село Левенцовка находится на правом берегу реки Полузерье,
выше по течению примыкает село Андреевка,
ниже по течению на расстоянии в 2 км расположено село Плоское,
на противоположном берегу — село Браилки.
Река в этом месте извилистая, образует лиманы, старицы и заболоченные озёра.